# 東川町
東川町（日语：／ Higashikawa chō */?）是位於日本北海道上川綜合振興局中部的一個町，大約70%的面積被森林覆蓋。西部為上川盆地的農業區，東部則是大雪山山脈。北海道最高峰旭岳位於町內，旭岳溫泉街和天人峽溫泉則位於旭岳的登山口，每年夏季和可看見紅葉的秋季吸引大量遊客前來。當地以稻作農業為主，近年來開始發展食品加工業。由於東川町位於大雪山麓，擁有豐富的地下水，因此成為全北海道唯一不使用自來水的行政區。 
東川町内設置了全北海道唯一的景觀行政團體。當地每年舉辦「攝影甲子園」，讓來自全國各地的高中生進行攝影比賽。東川町也曾發表過「攝影之城」宣言（1985年）和「攝影文化首都」宣言（2014年）。
名稱來源與旭川市相同，源自於忠別川。關於忠別川名稱的來源有「有著波浪的河川」（ciw-pet）、「秋天的河川」（cuk-pet）、「日之川」（cup-pet）等多種說法，而「東川」是來自「日之川」的說法。

## 地理
東川町東邊與上川町隔著北鎮岳，南與美瑛町、東神樂町隔著忠別川，西邊與北邊和旭川市隔著岐登牛山。西南邊有忠別川和倉沼川形成的沖積扇。東部地區的忠實水壩橫跨東川町、美瑛町和東神樂町三個城鎮。平坦地區則多為稻田。

## 歷史
- 1897年12月7日：從旭川村（現在的旭川市）分村。[6]
- 1906年4月1日：成為北海道二級村。
- 1919年4月1日：成為北海道一級村。
- 1959年8月15日：改制為東川町。

## 人口
近年來，由於來自全國的移民人口增加，當地也增加酒窖等設施，吸引年輕族群前來觀光。 2021年，東川町是北海道人口增加數最多的自治體。

## 交通

### 機場
- 旭川機場（位於東神樂町）

### 鐵路
- 過去有旭川電氣軌道，但現已停駛。

### 道路
道道
- 北海道道213號天人峽美瑛線
- 北海道道294號東川東神樂旭川線
- 北海道道611號瑞穗東川線
- 北海道道940號東川旭川線
- 北海道道1116號富良野上川線
- 北海道道1160號旭川旭岳溫泉線

## 觀光景點

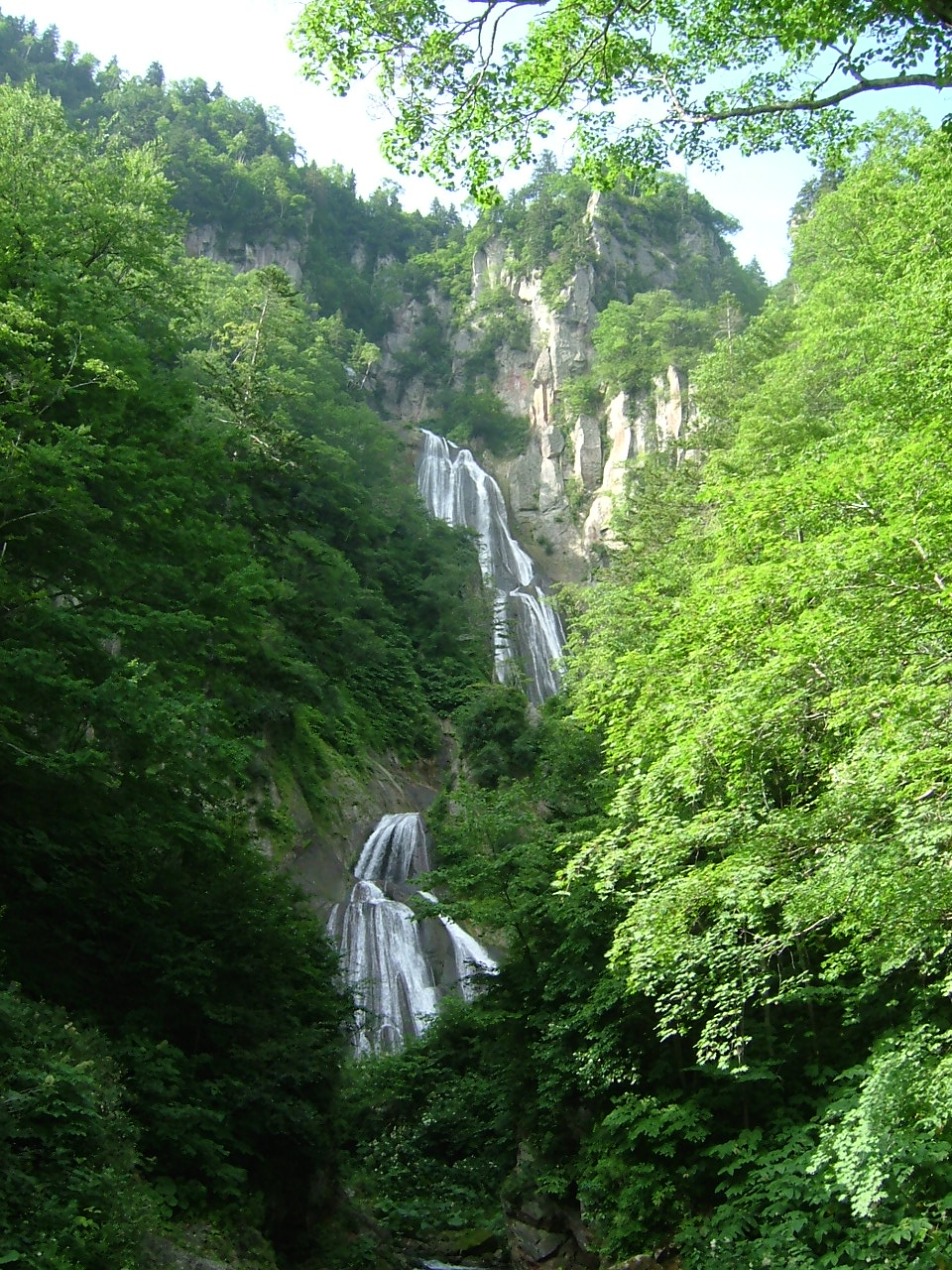
羽衣瀑布

### 景點
- 天人峽溫泉
  - 敷島瀑布
  - 羽衣瀑布（日本瀑布百選）
- 旭岳溫泉
  - 旭岳纜車
  - 姿見之池
- 中岳溫泉
- 大雪旭岳湧水
- 羽衣公園：每年七月下旬舉辦鯉魚祭，一月中旬舉辦冰祭。
- 東川町鄉土館

### 祭典
- 東川町國際攝影節(七月下旬)
- 日本全國高中攝影甲子園(七月下旬)
- 夏日祭典(七月下旬)
- 大雪山忠別湖鐵人三項(八月上旬)
- 大雪清流祭典(八月下旬)
- 快樂生活嘉年華(九月上旬)

### 文化財
- 大雪山（國指定特別天然記念物）
- 羽衣瀑布（北海道指定名勝）

|  |  |

## 教育

### 專門學校
- 北海道環境福祉專門學校
- 旭川福祉專門學校 （页面存档备份，存于）

### 高等學校
- 道立北海道東川高等學校 （页面存档备份，存于）

### 中學校
- 東川町立中學校 （页面存档备份，存于）

### 小學校
| - 東川町立東川小學校 - 東川町立東川第一小學校 | - 東川町立東川第二小學校 - 東川町立東川第三小學校 |

### 特殊學校
- 東川養護學校 （页面存档备份，存于）

## 姊妹市・友好都市

### 海外
- 坎莫尔（加拿大 亞伯達省）：於1989年7月12日締結姊妹城市。[8]

## 本地出身的名人
- 森崎博之：藝人團體TEAM-NACS的隊長，同時也是東川町的旅遊大使。
- 水野悠希：北海道文化放送廣播員，同時也是東川町的旅遊大使。

## 外部連結
- （日語）東川町農業協同組合 （页面存档备份，存于）
- （日語）東川町觀光協會 （页面存档备份，存于）
- （日語）攝影甲子園 （页面存档备份，存于）